# Músculo esfíncter interno do ânus
O músculo esfíncter interno do ânus é um músculo do períneo.